# HC Chrudim
HC Chrudim est un club de hockey sur glace de la ville de Chrudim en République tchèque. Le club évolue en seconde division du pays grâce depuis 2008. Le club a un partenariat avec le HC Pardubice.

## Palmarès
- Promotion en 2. liga : après la saison 2000-2001
- Promotion en 1. liga : après la saison 2007-2008